# Palček (ukrajinska pravljica)
Ukrajinska pravljica Palček je izšla v zbirki Lonček, kuhaj zbirateljice Kristine Brenk.

## O zbirki Lonček, kuhaj
Zbirka Lonček, kuhaj, vsebuje 40 najlepših slovanskih ljudskih pripovedi. V teh preprostih zgodbah, ki so bile najdene pri različnih slovanskih narodih, se zrcali brezčasna modrost in trajna resnica našega sveta. Zbrala jih je prevajalka, pesnica, dramatičarka in urednica Kristina Brenkova, uvodno besedo je napisala Anja Štefan, ilustracije pa so delo Ančke Gošnik-Godec. Knjiga je izšla leta 2001 v Ljubljani pri založbi Mladinska knjiga. 
V njej najdemo naslednje pravljice: Kako si je koza zgradila bajtico, Kaj je na svetu najboljše, Topli potok, Užaljeni velikan, Opravljiva soseda, Jež, krt in botra lisica, Koštrunček, Sreča in Nesreča, Dragi zajec, Rokavička, Vrabec in lisica, Sonce in veter, Neumni Jacek,Pametni veter, Lepa Mara, Enonoga goska, Lisica in divji petelin, Šepava račka, Kako je želva pekla kolačke, O ježu in lisici, Sosedi, Na obisku pri svetlem soncu, Leteča ladja, Kraljevič se nauči obrti, Pametna žena, Divji labodi, O deklici, ki se ni smejala, Kruh, oreh in lešnik, Palček, Babica Zima, Zlati kruh, Deklica-žabica, Bradica, Lonček, kuhaj, Zakaj živi jazbec v jazbini, Ježu se je mudilo, Temna dežela, Lena nevesta, Zajčkova hišica, Marec, Babica in trije kralji, Ko dedek noče več pripovedovati

## O avtorici
Kristina Brenk, rojena 22. oktobra 1911 v Horjulu, je pesnica, dramatičarka, prevajalka in urednica. V svojem življenju je veliko časa namenila zbiranju in urejanju ljudskih pravljic (Babica pripoveduje: slovanska ljudske pravljice, 1967, Monika bršljanka: pravljice s celega sveta, 1976, Lonček, kuhaj: najlepše slovanske ljudske pravljice, 2001), ljudskih pripovedk (F. Miličinski: Mlada Breda in druge pravljice, 1953), ljudskih pesmi (Pojte, pojte drobne ptice, preženite vse meglice, 1971). Kristina Brenk je bila tudi ustanoviteljica (1953) in urednica (do leta 1973) ponarodelih knjižnih zbirk Čebelica, Najdihojca, Velike slikanice,...

## Analiza pravljicePalček
- Pripovedovalec: Tretjeosebni ali vseved. Pravljico nam pripoveduje avtorica.
- Književni čas: Ni točno določen.
- Književni prostor: Gozd, breg ob potoku, dom in dvorišče.
- Književne osebe: glavna oseba - Palček, stranske osebe: mož, žena, kača, kovač, divje gosi, zadnja divja gos
- Pomembni dogodki: rojstvo Palčka, Palček gre z barčico lovit ribe, kača ga z materinim glasom prikliče k bregu, Palčka pred kačo reši gos
- Slog:
  - •	Pomanjševalnice: polence, starček, otročiček, Palček, barčica, kosilce, sinek, mamica, goska, kolački
  - •	Okrasni pridevki: zlata barčica, srebrno veslo, materin glas, hudobna kača, nežen glas, oblaki beli, ljuba goska, divje gosi, ubogi Palček, imenitna gos, rmanovi listi, kačji glas ...
  - •	Rime:

»Aja tutaja, dete zaspi!
Zate se kuha 
mamina juha.
Aja tutaja, dete zaspi.«
»Sinko moj, nazaj
k bregu priveslaj!
Čaka te kosilo, 
vsega je obilo.«
»Ljube goske, prosim vas,
s sabo me  vzemite,
pod oblaki belimi
k staršem me nesite.«
- Motivi: Želja po otroku, rojstvo Palčka, Palček pomaga preživljati starše, kača zapelje Palčka, rešitev Palčka.
- Tema: Pravljica govori o Palčku, ki z lovljenjem rib pomaga preživljati siromašne starše. Pred hudobno kačo, ki mu grozi, ga reši gos.
- Konec: Pravljica ima srečen konec – Palček se živ in zdrav s pomočjo goske vrne domov.

## Tematsko podobne pravljice
- Palček (brata Grimm)
- Sinček palček (Lojze Zupanc)
- Palček (Matija Hajdič)
- Palček v čredi (Lojze Zupanc)
- Palčica (H. C. Andersen)

V vseh pravljicah se pojavlja motiv moža in žene, ki nimata otrok, a si jih močno želita. Rodi se jima sin (ali hči), ki ni večji od palca, zato ga imenujeta Palček. Le-ta je v vseh delih nekaj posebnega; je zelo iznadljiv, dobrosrčen, hiter, bister, pogumen ...